# Gais 1940/1941
Fotbollsklubben Gais spelade säsongen 1940/1941 sitt tredje år i Division II Västra. Man vann serien och tog sig till allsvenskan 1941/1942 efter kval mot Halmstad BK.
Inget cupspel genomfördes denna säsong.

## Division II Västra
Inför säsongen knöt Gais till sig tränaren Knut Holmgren, som var känd för att driva på sina spelare hårt. Likt den förra säsongen präglades denna säsong av andra världskriget och de många inkallelserna som hindrade ordinarie spelare från spel; bland de som kallats in var målvakten Erik Angren, som bara kunde spela tre matcher under säsongen. Även Folke Lind och Helmer Lundgren var inkallade; Lind spelade bara 10 av 18 seriematcher medan Lundgren bara missade en match.
Efter en trevande inledning, med totalt tre poäng på de tre första matcherna, tog Gais emellertid åtta raka segrar och drog ifrån i serien. Bland höjdpunkterna fanns en 3–0-seger mot nyss nedflyttade lokalkonkurrenten Örgryte IS. Gais avslutade serien i topp, med sex poäng ner till tvåan Tidaholms GIF. Man förlorade bara två matcher, en mot Lundby IF och en mot Deje IK i sista omgången.

### Tabell
| Nr | Lag             | S  | V  | O | F  | GM | IM | MS  | P  |
| -- | --------------- | -- | -- | - | -- | -- | -- | --- | -- |
| 1  | Gais            | 18 | 14 | 2 | 2  | 48 | 16 | +32 | 30 |
| 2  | Tidaholms GIF   | 18 | 10 | 4 | 4  | 57 | 32 | +25 | 24 |
| 3  | Örgryte IS (N)  | 18 | 9  | 5 | 4  | 36 | 30 | +6  | 23 |
| 4  | Karlskoga IF    | 18 | 9  | 3 | 6  | 49 | 32 | +17 | 21 |
| 5  | Skara IF        | 18 | 9  | 2 | 7  | 44 | 38 | +6  | 20 |
| 6  | Lundby IF (U)   | 18 | 8  | 1 | 9  | 36 | 45 | −9  | 17 |
| 7  | Deje IK         | 18 | 7  | 1 | 10 | 31 | 44 | −13 | 15 |
| 8  | Billingsfors IK | 18 | 6  | 1 | 11 | 33 | 35 | −2  | 13 |
| 9  | Varbergs BoIS   | 18 | 3  | 3 | 12 | 28 | 52 | −24 | 9  |
| 10 | Arvika BK (U)   | 18 | 3  | 2 | 13 | 26 | 64 | −38 | 8  |

### Seriematcher
| Lag             | Hemma | Borta |
| --------------- | ----- | ----- |
| Tidaholms GIF   | 6–2   | 2–1   |
| Örgryte IS      | 1–1   | 3–0   |
| Karlskoga IF    | 2–2   | 2–1   |
| Skara IF        | 2–0   | 2–0   |
| Lundby IF       | 6–1   | 1–2   |
| Deje IK         | 4–2   | 1–2   |
| Billingsfors IK | 1–0   | 2–1   |
| Varbergs BoIS   | 3–0   | 2–1   |
| Arvika BK       | 3–0   | 5–0   |

### Kvalspel
Gais fick i och med seriesegern spela kval till allsvenskan, där man ställdes mot Halmstad BK i ett dubbelmöte. I kvalet visade Sven "Jack" Jacobsson vägen, då han i det inledande bortamötet kvitterade två gånger för Gais i en match som slutade 2–2. I hemmamötet på Gamla Ullevi var Gais överlägset, och vann med 3–0 inför drygt 10 000 åskådare efter två mål av Jacobsson. Efter sammanlagt 5–2 var Gais alltså efter tre år tillbaka i allsvenskan.
Efter matchen hyllade den ditresta Halmstadspubliken Gais med ramsan "Heja Gais, tack ska ni ha / ni var värda segern ida'", varpå Gaispubliken svarade "Halmstadspojkar, nästa år / hoppas vi det bättre går". Hallänningarna replikerade då med "Heja Gais, tack ska ni ha / vi var värda smisk ida'".

## Spelarstatistik

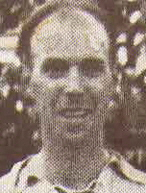
Sven Jacobsson blev klubbens skyttekung med hela 21 mål på 17 matcher, och fyra till på två kvalmatcher.

På grund av krigets påverkan tvingades Gais använda hela tre målvakter denna säsong. Med Erik Angren inkallad stod Henning Lundgren merparten av matcherna, men vid säsongens slut debuterade den blivande stormålvakten Nils "Nippe" Johansson för klubben. Den sedermera legendariske Sixten "Tjärpapp" Rosenqvist gjorde också sin debut i Gaiströjan, och spelade samtliga lagets seriematcher.
| Spelare               | Matcher | Mål |
| --------------------- | ------- | --- |
| Göte Sjösten          | 18      | 10  |
| Gustaf Andersson      | 18      |     |
| Sixten Rosenqvist     | 18      |     |
| Sven Jacobsson        | 17      | 21  |
| Helmer Lundgren       | 17      | 3   |
| Arne Gustafsson       | 17      |     |
| Henry Andersson       | 16      | 9   |
| Rolf Gustafsson       | 16      |     |
| Henning Lundgren (mv) | 13      |     |
| Åke Schön             | 11      | 2   |
| Folke Lind            | 10      |     |
| Bertil Johansson      | 8       |     |
| Rune Östling          | 7       | 1   |
| Erik Angren (mv)      | 3       |     |
| Sven Magnusson        | 2       | 1   |
| Stig Hillén           | 2       |     |
| Nils Johansson (mv)   | 2       |     |
| Stig Aronsson         | 1       |     |
| Ebbe Rydén            | 1       |     |
| Erland Samuelsson     | 1       |     |